# Kærlighed og andre katastrofer
Kærlighed og andre katastrofer er en dansk dramakomedie instrueret af Sofie Stougaard, der havde premiere den 1. september 2016.

## Medvirkende
- Lars Ranthe, Frederik
- Christine Albeck Børge, Rosa
- Ellen Hillingsø, Sonja
- Paw Henriksen, Vagn
- Bebiane Ivalo Kreutzmann, Puk
- Jens Askær Iversen, Alex
- Lisbet Dahl, Hannah
- Mads Wille, John
- Benedikte Hansen, Kat
- Ole Lemmeke, Læge
- Caspar Phillipson, Ejendomsmægler
- Frederik Meldal Nørgaard, Mand på hotel